# Colostygia wolfschlaegerae
Colostygia wolfschlaegerae is een vlinder uit de familie spanners (Geometridae). De wetenschappelijke naam is voor het eerst geldig gepubliceerd in 1953 door Pinker.
De soort komt voor in Europa.